# Gornji Egipt
Gornji Egipt (arabsko صعيد مصر‎‎, latinizirano: Saʿīd Miṣr, skrajšano الصعيد, El Ṣeʿīd, koptsko ⲙⲁⲣⲏⲥ) je ozek pas ozemlja na obeh bregovih Nila med Nubijo na jugu in Spodnjim Egiptom na severu.

## Geografija
Gornji Egipt se razteza od kataraktov nad sodobnim Asuanom navzdol ob Nilu (proti severu) do ozemlja med Dahšurjem in El-Ajaitom malo južno od sodobnega Kaira. Ozemlje med Sohagom in El-Ayaitom je znano tudi kot Srednji Egipt.
V arabščini se prebivalci Gornjega Egipta imenujejo Saidis in na splošno govorijo saidsko arabščino. 
V Starem Egiptu se je Gornji Egipt imenoval tꜣ šmꜣw – Dežela trsja ali Dežela bička.  Razdeljen je bil na 22 okrožij – nomov. Prvi nom je bil približno tam, kjer je sodobni Asuan, 22. pa v Atfihu malo južno od Kaira.

## Zgodovina

### Preddinastično obdobje
Glavno mesto prazgodovinskega Gorjega Egipta je bil Nehen, katerega glavna zavetnica je bila boginja Nehbet.
Kamenodobne egipčanske kulture so približno do leta 3600 pr. n. št. temeljile na poljedelstvu in živinoreji. Kmalu po tem letu je začela egipčanska družba rasti postajala bolj zapletena. Pojavila se je značilna lončenina, podobna levantinski. Na široko se je začel uporabljati baker. Egipčani so od Mezopotamcev prevzeli na soncu sušene zidake iz blata in arhitekturne elemente, vključno z oboki in dekorativnimi vdolbinami v zidovih.
Vzporedno s temi procesi se je začelo povezovanje skupnosti in mest ob gornjem Nilu. Podobni prosesi so istočasno potekali tudi v Spodnjem Egiptu.  Vojne med Gornjim in Spodnjim Egiptom so bile pogoste, dokler ni ralj  Gornjega Egipta Narmer porazil svojih nasprotnikov v Nilovi delti in oba Egipta združil pod svojo oblastjo.

### Dinastično obdobje
Skoraj celo faraonsko obdobje Starega Egipta so bile upravno središče Gornjega Egipta Tebe. Po asirskem opustošenju se je pomembnost Teb zmanjšala. Pod Ptolemeji je se je prestolnica iz Teb preselila v Ptolemais Hermiou. Gornji Egipt so simbolizirali bela krona hedžet, lotos in biček.

### Srednji vek
V 11. stoletju je v Gornji Egipt pobegnilo veliko pastorialistov, znanih kot Hilalianci, od koder so se selili proti zahodu v Libijo in vse do Tunizije. Vzroki za selitev so bili verjetno izčrpani pašniki v Gornjem Egiptu in začetek srednjeveškega toplega obdobja.

### 20. stoletje
V 20. stoletju so se egiptovski vladarji naslavljali s »princ Saida«, se pravi princ Gornjega Egipta. Po ukinitvi kraljestva Egipt po egiptovski revoluciji leta 1952 je naslov še vedno uporabljal Mohamed Ali.

## Seznam vladarjev Gornjega Egipta
Seznam je verjetno nepopoln in vsebuje nekaj nezanesljivih podatkov.
| Ime           | Slika | Komentar                                                                          | Datumi                         |
| ------------- | ----- | --------------------------------------------------------------------------------- | ------------------------------ |
| Slon          |       |                                                                                   | Konec 4. tisočletja pr. n. št. |
| Bik           |       |                                                                                   | 4. tisočletje pr. n. št.       |
| Škorpijon I.  |       | Najstarejša grobnica v Umm el-Qa'abu je imela insignije škorpijona.               | Okoli 3200 pr. n. št. (?)      |
| Iri-Hor       |       | Morda neposredni predhodnik Kaja.                                                 | Okoli 3150 pr. n. št. (?)      |
| Ka            |       | Ime se verjetno bere Sehen in ne Ka. Morda je bil neposredni predhodnik Narmerja. | Okoli 3100 pr. n. št.          |
| Škorpijon II. |       | Ime se morda bere Serket in je mora ista oseba kot Narmer.                        | Okoli 3150 pr. n. št.          |
| Narmer        |       | Vladar, ki je združil Gornji in Spodnji Egipt.                                    | Okoli 3150 pr. n. št.          |

## Seznam nomov
| Številka | Egipčansko ime | Glavno mesto                                    | Sedanje glavno mesto  | Prevod                           |
| -------- | -------------- | ----------------------------------------------- | --------------------- | -------------------------------- |
| 1        | Ta-Seti        | Abu / Yebu (Elefantina)                         | Asuan                 | Dežela loka                      |
| 2        | Wetjes-Hor     | Djeba (Apollonopolis Magna)                     | Edfu                  | Horov prestol                    |
| 3        | Nekhen         | Nekhen (Hierakon polis)                         | al-Kab                | Svetišče                         |
| 4        | Waset          | Niwt-rst / Waset (Tebe)                         | Karnak                | Žezlo                            |
| 5        | Harawî         | Gebtu (Coptos)                                  | Qift                  | Dva sokola                       |
| 6        | Aa-ta          | Iunet / Tantere (Tentyra)                       | Dendera               | Krokodil                         |
| 7        | Šešneš         | Šešneš (Diospolis Parva)                        | Hu                    | Gong                             |
| 8        | Abdju          | Abdju (Abydos)                                  | al-Birba              | Velika dežela                    |
| 9        | Min            | Apu / Khen-min (Panopolis)                      | Akhmim                | Min                              |
| 10       | Wadjet         | Djew-qa / Tjebu (Aphroditopolis)                | Edfu                  | Kobra                            |
| 11       | Set            | Šašotep (Hypselis)                              | Shutb                 | Set (žival)                      |
| 12       | Tu-ph          | Hut-Sekhem-Senusret (Antaeopolis)               | Qaw al-Kebir          | Gadja gora                       |
| 13       | Atef-Khent     | z3wj-tj (Lycopolis)                             | Asyut                 | Gornja egiptovska smokev in gad  |
| 14       | Atef-Pehu      | Qesy (Cusae)                                    | al-Qusiya             | Spodnja egiptovska smokev in gad |
| 15       | Hare           | Khemenu (Hermopolis)                            | Hermopolis            | Zajec                            |
| 16       | Ma-hedj        | Herwer (?)                                      | Hur (?)               | Oriks, velika afriška antilopa   |
| 17       | Anpu           | Saka (Cynopolis)                                | al-Kais               | Anubis                           |
| 18       | Sep            | Teudjoi / Hutnesut (Alabastronopolis)           | el-Hiba               | Set (bog)                        |
| 19       | Uab            | Per-Medjed (Oxyrhynchus)                        | el-Bahnasa            | Dve žezli                        |
| 20       | Atef-Khent     | Henen-nesut (Heracleopolis Magna)               | Ihnasiyyah al-Madinah | Južna egiptovska smokev          |
| 21       | Atef-Pehu      | Shenakhen / Semenuhor (Crocodilopolis, Arsinoë) | Fajum                 | Severna egiptovska smokev        |
| 22       | Maten          | Tepihu (Aphroditopolis)                         | Atfih                 | Nož                              |